# HTC Butterfly S
Butterfly S (стилізовано як Butterfly s) — смартфон компанії HTC на базі ОС Android.
Є варіацією п'ятидюймового смартфона J Butterfly, який був анонсований в Японії в жовтні 2012 (у США він відомий як HTC Droid DNA, а в Європі — як HTC Deluxe).
Butterfly S має такий самий як і в J Butterfly 5-дюймовий сенсорний дисплей Super LCD3 з Full HD розділенням, фронтальні стереодинаміки BoomSound з підтримкою технології Beats Audio.
На відміну попередника, смартфон оснащений чотирьохядерним процесором Qualcomm Snapdragon 600 з тактовою частотою 1,9 ГГц і графікою Adreno 320, який прийшов на зміну Snapdragon S4 Pro, а також більш ємним акумулятором — на 3200 мА·год. Для порівняння, оригінальний Butterfly комплектувався батареєю на 2030 мА·год, а One — на 2300 мА·год. Об'єм оперативної пам'яті Butterfly S становить 2 Гб. Для зберігання контенту є 16 Гб внутрішньої пам'яті, яку можна розширити за рахунок картки microSD місткістю до 64 Гб.
Пристрій оснащений 4-Мп тильною камерою UltraPixel, яка є і в HTC One. Присутнія і фронтальна камера з роздільною здатністю 2 Мп і кутом огляду 88 градусів. Для створення серій з фотознімків і відео на смартфон встановлено фірмове ПЗ HTC Zoe.
Новинка має чотирьохдіапазонні модулі HSPA / WCDMA і GSM / EDGE, а також модуль Wi-Fi a / b / g / n / ac і адаптер Bluetooth 4.0 з підтримкою технології aptX. Також є модулі NFC, GPS і ГЛОНАСС.
Електронна начинка укладена в 160-грамовий корпус з габаритами 144,5 x70, 5x10, 6 мм.
Як ОС в HTC Butterfly S використовується Android 4.2 Jelly Bean з оболонкою HTC Sense 5, частиною якої є новинний агрегатор BlinkFeed.
Планується, що новинка буде доступна в сірому, білому і червоному кольорах і надійде в продаж на Тайвані вже в липні за ціною близько 770 дол. Про терміни виходу НТС Butterfly S в інших країнах не повідомляється.